# Agostino Cacciavillan
Agostino Cacciavillan (ur. 14 sierpnia 1926 w Novale di Valdagno, zm. 5 marca 2022 w Arzignano) – włoski duchowny katolicki, dyplomata watykański, wysoki urzędnik Kurii Rzymskiej, kardynał.
Studiował w seminarium w Vicenzy, święcenia kapłańskie przyjął 26 czerwca 1949. Uzupełniał studia w Rzymie – obronił licencjat z nauk społecznych na Papieskim Uniwersytecie Gregoriańskim i doktorat z prawa kanonicznego na Papieskim Uniwersytecie Laterańskim; zdobył także przygotowanie dyplomatyczne na Papieskiej Akademii Duchownej. Pracował krótko jako wikariusz w jednej z włoskich parafii, potem kontynuował w Rzymie studia i w 1960 podjął pracę w watykańskim Sekretariacie Stanu. Był sekretarzem nuncjatur na Filipinach, w Hiszpanii i Portugalii; od 1969 pracował w Watykanie, kierował biurem informacji i dokumentacji. 26 sierpnia 1973 otrzymał tytuł papieskiego prałata honorowego.
17 stycznia 1976 został mianowany pronuncjuszem w Kenii i delegatem apostolskim na Seszelach; otrzymał arcybiskupią stolicę tytularną Amiternum, a sakry biskupiej udzielił mu 28 lutego 1976 sekretarz stanu, kardynał Jean Villot. W latach 1976–1981 arcybiskup Cacciavillan jednocześnie pozostawał stałym obserwatorem przy instytucjach Narodów Zjednoczonych ds. środowiska naturalnego w Kenii. W maju 1981 został pronuncjuszem w Indiach, a w kwietniu 1985 pierwszym w historii pronuncjuszem w Nepalu. Od 13 czerwca 1990 pełnił misję pronuncjusza w USA oraz stałego obserwatora przy Organizacji Państw Amerykańskich i Światowym Stowarzyszeniu Prawników.
W listopadzie 1998 powrócił do pracy w Watykanie. W latach 1998–2002 pełnił funkcję prezydenta Administracji Dóbr Stolicy Apostolskiej. W lutym 2001 Jan Paweł II mianował go kardynałem, z diakonią Ss. Angeli Custodi a Citta Giardino. Jeszcze przed nominacją kardynalską brał udział w II sesji specjalnej Światowego Synodu Biskupów poświęconej Kościołowi europejskiemu, zorganizowanej w Watykanie w październiku 1999.
Brał udział w konklawe 2005, które wybrało papieża Benedykta XVI.
Kardynał protodiakon od 1 marca 2008 roku do 21 lutego 2011 roku, gdy awansował do rangi kardynała prezbitera.